# Wirtschaftsästhetik
Dieser Artikel wurde aufgrund inhaltlicher und/oder formaler Mängel auf der Qualitätssicherungsseite des Portals Wirtschaft eingetragen. 
Du kannst helfen, indem du die dort genannten Mängel beseitigst oder dich an der Diskussion beteiligst.
Mit Wirtschaftsästhetik wird der ästhetische Ansatz der Organisationsforschung (von engl. Organizational Aesthetics) bezeichnet.

## Begriff
Die Wirtschaftsästhetik wird unter anderem als interdisziplinäre Subdisziplin der Wirtschaftswissenschaften verstanden. Es handelt sich um einen interdisziplinären Forschungsansatz, der seinen Fokus auf ästhetische Prozesse in Organisationen und in der Wirtschaft legt. Es gibt Überschneidungen zu Forschungsbereichen an wie Wirtschaftswissenschaft, Management, Organisationstheorie, Soziologie, Marketing, Kommunikationswissenschaft und Public Relations, Kulturmanagement und Kunst- und Kulturwissenschaften.
In der internationalen Forschung existiert die „Organizational Aesthetics“ seit rund zwei Dekaden im anglo-amerikanischen Raum. Biehl-Missal bevorzugt den Begriff „Wirtschaftsästhetik“ anstelle von „Organisationsästhetik“. Bei dieser Betrachtung stehen ästhetische Einflüsse in Organisationen im Vordergrund, die sich auf die Kommunikation der gesamten Organisation erstrecken mit Auswirkungen auf Stakeholder wie Mitarbeiter, Kunden, Öffentlichkeit und Gesellschaft. Beispiele sind etwa eindrucksvolle Firmenbauwerke, ästhetisch ansprechende Gestaltung von Produkten, performative Dienstleistungen, der konkrete Einsatz von Kunst zur Personal- und Organisationsentwicklung.

### Begriffsgeschichte
Das Feld entwickelte sich aus der Organisationslehre, die zu den Grundlagen der Wirtschaftswissenschaften zählt und grundsätzlich mit ihren soziologischen Wurzeln interdisziplinär angelegt ist. Die Wirtschaftsästhetik erweitert Organisationstheorien und wirtschaftswissenschaftlichen Theorien um die ästhetische Dimension. Der Ansatz ist interdisziplinär und verbindet die bestehenden Ansätze mit sozial-, kunst- und kulturwissenschaftlichen Disziplinen und Wissensgebieten wie Ästhetik, Philosophie, Theater, Film, Architektur, Studien des Narrativen und des Visuellen. Eingesetzt werden darüber hinaus Konzepte aus der Welt der Kunst und künstlerischen Praxis. Der Ansatz entwickelt kritische Perspektiven und zeichnet sich hinsichtlich der Methoden um eine Erweiterung qualitativer und sogenannter kunstbasierter Methoden aus.

### Internationale Forschung
Linstead und Höpfl, Strati und auch Carr und Hancock sprechen von Organizational Aesthetics. Werke wie das Sage Handbook of Organization Studies beinhalten ästhetische Perspektiven, und das Standardwerk New Approaches in Management and Organization präsentiert ästhetische Ansätze als tragende Säule innovativer Forschung. Als Katalysatoren gelten die Standing Conference on Organizational Symbolism SCOS und die Art of Management and Organization Conference.

### Deutschland
In Deutschland ist bereits ein Handbuch zur Wirtschaftsästhetik erschienen. Das Fachgebiet ist an der Zeppelin-Universität Friedrichshafen mit Martin Tröndle vertreten sowie an der hdpk in Berlin. Neue Forschungsergebnisse zum Zusammenspiel von Wirtschaft und Kunst und künstlerischen Interventionen in Organisationen kommen von Ariane Berthoin Antal am Wissenschaftszentrum Berlin. Generell ist das Feld im deutschsprachigen Raum jung und im Entstehen.

## Theorie der Wirtschaftsästhetik
Die Wirtschaftsästhetik verfolgt interdisziplinäre Ansätze, die eine so genannte „Ästhetisierung“ des Alltags und des wirtschaftlichen Lebens feststellen (beispielsweise der Philosoph Wolfgang Welsch, und in der Theaterwissenschaft etwa wird von einer „Theatralisierung“ des heutigen Lebens gesprochen). Die Wirtschaftsästhetik legt ihr Augenmerk auf die sinnliche sowie emotionale Wahrnehmung und deren Auswirkungen auf das wirtschaftliche Handeln und verbindet somit die Bereiche Wirtschaft und Ästhetik.
Ästhetik wird hier nicht in der landläufigen Verwendung von „Schönheit“ eingesetzt, sondern gemäß ihrem Ursprung in der philosophischen Tradition, vor allem etwa nach Baumgarten, im Sinne der körperlichen Wahrnehmung und des dadurch ausgelösten sinnlichen Fühlens. Für die Organisationsforschung relevant ist, dass die Folge dieser sinnlichen Wahrnehmung eine bestimmte Art von Wissen ist. Ästhetik wird in der Organisationsforschung demzufolge als ein Wissen gesehen, das durch körperliche Wahrnehmung wie Sehen, Hören, Tasten, Schmecken und Riechen entsteht, und fast zwangsläufig zu emotionalen Reaktion wie Freude, Ärger, Ekel, Bedrücktheit und so weiter führt. Diese spezielle Art von ästhetischem Wissen unterscheidet sich von intellektuellem und rationalem Verständnis. Die Forschung geht somit davon aus, dass Ästhetik und ästhetische Wahrnehmung den Organisationsalltag und das Handeln der Menschen innerhalb und auch außerhalb von Organisationen maßgeblich beeinflusst.
Durch die Beschäftigung mit Ästhetik erhofft sich die wirtschaftswissenschaftliche Forschung Erkenntnisse über die sinnliche Wahrnehmung und die damit verbundene Bildung von Wissen, Erkenntnis und Einstellungen, die das Leben in Organisationen beeinflussen. Organisationen werden gemäß der konstruktivistischen Perspektive als ein nicht ausschließlich kognitives Konstrukt gesehen, sondern als ein Gebilde, welches aus der ästhetischen und sinnlichen Erfahrung der Menschen und dem daraus entstandenen impliziten Wissen besteht. So stellt die (Wirtschafts-)Ästhetik eine epistemologische Perspektive dar, die ein sinnliches, verhaltensmäßiges und bedeutungsstiftendes Verständnis Organisationen ermöglicht.
Da Ästhetik schwer fassbar und nicht einfach messbar ist, sowie nicht immer generalisierbar, sondern oft subjektiv wahrgenommen wird, hat es gedauert, bis sich dieser Ansatz in der internationalen Organisationsforschung etablieren konnte. Ebenso unterscheidet sich dieser kritische Ansatz, der nicht „Effizienz“ sondern eben „Ästhetik“ als oberstes Kriterium nimmt, von vielen herkömmlichen und positivistischen Ansätzen der Organisationsforschung. Zudem betont diese kritische Perspektive die Ambivalenz ästhetischer Faktoren, die den Organisationsalltag subjektiv erfüllen können und effizienter machen können, aber Organisationsteilnehmer und Stakeholder ebenfalls subtil, über ästhetische und emotionale Mittel, beeinflussen und steuern, auch anästhetisieren und manipulieren, können.

## Methoden der Wirtschaftsästhetik
Die Wirtschaftsästhetik untersucht komplexe, schwer fassbare und körperlich und emotional wirkende ästhetische Faktoren und auch die Wirkung von Kunst in Unternehmen. Daraus ergibt sich ein Schwerpunkt auf stark qualitativen und sogenannten kunstbasierten Methoden (darunter bspw. bild- und fotobasierte Methoden, der Einsatz von Poesie und Skulptur), die sich besonders von quantitativen wirtschaftswissenschaftlichen Methoden abheben. Quantitative Methoden greifen gerade dort zu kurz, denn es geht um die Erklärung des körperlich-emotional erfahrenen Organisationsalltags, der sich kaum fassen und somit auch häufig schwer – bspw. in Befragungen – verbalisieren, codieren und quantitativ auswerten lässt. Es werden interdisziplinäre Methoden verwendet, die ihren Ursprung etwa in der ästhetischen Theorie haben können, oder auch in der Theaterwissenschaft und Performance Studies, die etwa eine besondere Expertise und Beschreibungsinstrumentarium zur Wirkung von ästhetischen Situation besitzen und der für die Wirtschaftsästhetik zentralen 'ästhetischen Erfahrung'.
Ebenso etabliert die Wirtschaftsästhetik neue Methoden nicht nur zur Erhebung von Daten, sondern zur Präsentation von Forschungsergebnissen. Dazu gehören die Verarbeitung von Erkenntnissen etwa in Gedichtform oder als Theaterstück (wie beispielsweise das Theaterstück Ties That Bind des Organisationsforschers Steven S. Taylor), um ein „Gefühl“ für den untersuchten Gegenstand zu vermitteln und die ästhetische Erfahrung lebendig zu machen. Die kanadische Management-Forscherin Nancy Adler etwa benutzt Aquarelltechniken, um die Möglichkeiten, die „Farbe“ und die „schwimmenden Grenzen“ von Leadership darzustellen. Herkömmliche wissenschaftliche Formate wie Fachartikel sind zu einer solchen Art der innovativen Wissenschaftskommunikation nicht in der Lage. Somit stellt der Einsatz und die Untersuchung, das Ausloten, von sogenannten kunstbasierten Forschungsmethoden ebenfalls ein Ziel dieses Forschungsfeldes dar.

## Forschungsfelder der Wirtschaftsästhetik

### Ästhetische Phänomene
Die Wirtschaftsästhetik untersucht die Ästhetisierung des wirtschaftlichen und gesellschaftlichen Lebens und damit natürlich auch die wahrnehmbaren ästhetischen Ausprägungen. Ein Beispiel ist die Architektur von Unternehmen, die häufig mit großem Aufwand entworfen und umgesetzt ist, und die Werte und Ansprüche von Unternehmen symbolisieren und ästhetisch kommunizieren soll. Das Interesse an einer gebauten Identität ist beständig gewachsen, und auch in Deutschland versuchen Architekten für Unternehmen aus allen Branchen bauliche Kunstwerke zu erstellen, die Raumbilder präsentieren, Geschichten erzählen und vielfältige Atmosphären entstehen lassen. Dasselbe trifft auf das Design von Produkten zu, deren Wert über den Nutz- oder Gebrauchswert hinausgeht und oft konkrete ästhetische Dimensionen und Differenzierungsmerkmale enthält.
Auch Dienstleistungsprozesse differenzieren sich heutzutage über ihre immateriellen Besonderheiten. Gerade in diesem Bereich wird die Relevanz von Kunst-Metaphern deutlich: Unternehmen sind „wie Theater“, bei denen die Mitarbeiter ihre Rolle vor Kunden und der Öffentlichkeit spielen. Dieser Bereich hat etwa hohe Aufmerksamkeit der Marketingforschung erhalten, etwa im Bereich Services Marketing.

### Kunst-Metaphern
Mit einer Veränderung der wirtschaftlichen Wertschöpfung (Ästhetisierung) und veränderten Arbeitsmodellen mit eigenen und fremdbestimmten Ansprüchen an „Selbstverwirklichung“ haben sich althergebrachte Organisationskonzepte überlebt. Traditionell wurden Bilder von Organisation entworfen, die etwa eine „Maschine“ evozierten, bei der ein „Rädchen“ in das andere greift, „Hebel gezogen“ werden müssen.

Um Veränderungen gerecht zu werden, setzt die Forschung zunehmend Kunst-Metaphern ein: Unternehmen werden etwa als „Theater“ betrachtet, bei dem Mitarbeiter vor Kollegen und Kunden ihre „Rolle“ spielen. Auch Topmanager werden mit „Schauspielern“ verglichen, besonders was die Anforderungen und das Handeln bei öffentlichen Auftritten angeht.

Organisationen werden auch als „Jazzband“ begriffen, denn es wird improvisiert, abgestimmt und zusammengespielt.

Der bekannte Management-Theoretiker Peter Drucker sprach etwa von der Organisation als „Orchester“ und dem Manager „als Dirigenten“. Martin Tröndle untersucht als Orchester als Beispiel für Hochleistungsorganisationen und überträgt Erkenntnisse auf Unternehmen.
Die Metaphern werden auch landläufig verwendet, so wird beispielsweise Warren Buffett oft zitiert mit dem Ausspruch: „I am not a business man, I am an artist“.
Dieser Ansatz der Wirtschaftsästhetik trägt damit zur Debatte um das Thema Führung bei, etwa wenn „Management als Kunst“ (Leadership as an Art) betrachtet wird, und Führung als konkretes ästhetisches Phänomen betrachtet wird, welches nicht nur rational, sondern eben ästhetisch erfahren wird.

### Der Einsatz von Kunst zur Personal- und Organisationsentwicklung: Kunstbasierte Interventionen
Die veränderten Anforderungen an Arbeit und Organisationen verlangen Fähigkeiten und Commitment der Mitarbeiter, die durch konkrete „kunstbasierte Interventionen“ in Unternehmen beeinflusst werden sollen. Es geht um Projekte mit Kunst, die Produkte, Menschen und Prozesse aus der Welt der Kunst in Unternehmen bringen. Es existiert auch der Term „kunstbasiertes Lernen“ für Ansätze zur Führungskräfteentwicklung, Mitarbeiterfortbildung und zur Begleitung von Veränderungsprozessen, bei denen Kunst als didaktisches Instrument eingesetzt wird. Als Grundlagenwerk gilt Lotte Darsøs Artful Creation, das Projekte beschreibt und Interviews präsentiert und einen ersten Überblick über künstlerische Arbeit in Unternehmen bietet.
Die Forschung spricht international von „arts-based interventions“. Im Deutschen kann „kunstbasiert“ verwendet werden, denn „künstlerische Interventionen“ lassen sich eher mit künstlerischem Widerstand in Verbindung bringen als mit dem strategischen und zweckgebundenen Einsatz von Kunst in Unternehmen (siehe nächste Sektion).
Zu den kunstbasierten Interventionen gehört beispielsweise das mittlerweile etablierte Unternehmenstheater. Der Einsatz von Kunst in Unternehmen wird als Trend des 21. Jahrhunderts bezeichnet, der sich zu einem viel praktizierten Ansatz entwickelt hat: Kunst wird strategisch eingesetzt in großen Konzernen weltweit, in kleinen Unternehmen, in staatlichen Institutionen und in renommierten Business Schools. Der internationale Wettbewerbsdruck und die Notwendigkeit ständiger Veränderung führen zu einer steigenden Nachfrage solcher Angebote. So haben sich viele neue Kunst-Methoden etabliert. Unternehmen engagieren Maler, Schauspieler, Dichter, Violinisten und Jazzmusiker für kurze oder längere Projekte mit den Mitarbeitern. Auch Führungskräfte musizieren, interpretieren Gedichte und spielen Theater, um komplexes Denken und kreatives Handeln auszubilden. Renommierte Business Schools integrieren Kunstkurse und der Managementnachwuchs lernt aus der Shakespeare-Lektüre über den Einsatz von Führungstechniken und auch um die Abgründe von Führung. Das ist nicht zuletzt eine Konsequenz aus der öffentlichen Kritik an den Unzulänglichkeiten der traditionellen Management-Ausbildung im Bereich Ethik und Kommunikation. Zu den Kunst-Ansätze gehören beispielsweise Projekte, bei denen Führungskräfte die Werte des Unternehmens rituell in eine Skulptur einbringen sollen, und auch Poetry-Workshops, das gemeinsame Musizieren als Rockband oder im Rahmen der Firmenhymne, und Kunst-Workshops, welche über die traditionelle Kunstsammlung als Raumdekoration hinausgehen.
Kunstbasierte Interventionen sind mit hohen Ansprüchen verbunden und Organisationen und Anbieter erhoffen die Verbesserung von individuellen kreativen und kommunikativen Fähigkeiten, Teamfähigkeiten, Unternehmensreputation und positiven Auswirkungen auf organisationale Veränderung. Bisher fehlt aber empirische und groß angelegte wissenschaftliche Forschung, welche diese Erwartungen überprüft und kritisch hinterfragt. Diese Forschung wäre aber notwendig, denn offensichtlich stellen kunstbasierte Methoden über ihre ästhetische Ansprache und das sinnliche Erleben potentiell wirksame Interventionsmethoden in Organisationen dar, die über Frontal-Seminare und PowerPoint-Präsentationen Menschen emotional erreichen, binden, motivieren – aber eben auch verunsichern und manipulieren können.

### Künstlerische Kritik
Die Wirtschaftsästhetik beschränkt sich nicht auf die Untersuchung ästhetischer Faktoren innerhalb von Organisationen, sondern betrachtet auch die künstlerische und gesellschaftliche Resonanz auf die Verwendung von „Kunst“ in Unternehmen: Die Verwendung künstlerischer und ästhetischer Methoden in Organisationen findet wenig überraschend ihr Echo bei vielen Künstlern in der Kunstwelt. Es gibt Künstler, die es ablehnen, mit Organisationen zu kooperieren – etwa als Anbieter von Unternehmenstheater oder Kunst-Projekten – während andere explizit von einem gegenseitigen Gewinn sprechen. Kritische Künstler stellen die Frage, ob die Kunst korrumpiert wird, wenn sie ihre Kritik innerhalb der Institution artikuliert, die sie kritisiert. Diese Entwicklung wurde etwa in zwei Sonderheften der Zeitschrift Kunstforum International untersucht.

Beispielsweise existiert die Initiative Kunst gegen Konzerne der Coordination gegen Bayer-Gefahren, die verschiedenste riskante Aspekte des Bayer-Konzerns von Umweltzerstörung bis Kinderarbeit anprangert. Teilnehmende Künstler sind Verena Landau, Nathalie Bertrams, Otto Piene, Peter Royen und Klaus Staeck. Es gibt auch Performance-Aktionen von Künstlern wie Reverend Billy and the Church of Earthaluja, welche Proteste in Starbucks-Filialen gegen die Verlangsamung von Fair-Trade Agreements und die Privatisierung des öffentlichen Raumes durchführten.
Die Wirtschaftsästhetik widmet sich auch diesem Bereich von außerhalb der Organisation, denn mit einem zunehmenden Stakeholder-Bezug und dem Einfluss der Öffentlichkeit und wirtschaftlicher und sozialer Verantwortung wird versucht, die Umwelt besser zu verstehen und Geschäftsmodelle anzupassen.